# 中田町海老根
中田町海老根（なかたまち えびね）は、福島県郡山市の大字である。郵便番号は963-0712。

## 地理
郡山市東部の中田地区に属する。北東で中田町牛縊本郷、南西で中田町下枝、西で中田町高倉、北西で中田町上石、北で田村郡三春町過足とそれぞれ隣接する。また北西側の中田町高倉と中田町上石の境界上に飛地（字古内）が存在する。概ね町村制施行以前の田村郡海老根村の流れを汲む地域である。一級水系阿武隈川水系上石川支流の海老根川流域を主な範囲とする。川に沿う谷あいの平地に水田が広がり、山裾に家屋が立地する。東西に福島県道65号小野郡山線が貫く。緑ヶ丘東に所在する郡山警察署東部駐在所及び中田町下枝に所在する郡山消防署中田分署がそれぞれ管轄にあたる。

### 主な字
字
- 権現堂
- 永橋
- 太郎田
- 柿ノ口
- 雲母作
- 石堂

- 明神前
- 北向
- 欠下
- 小屋
- 穴田
- 竹ノ内

- 廻り田
- 七ツ葉
- 東ノ内
- 道正内
- 西ノ入
- 滝ノ作

- 海老作
- 泉田
- 日照田
- 糸桜
- 古内

### 河川
一級水系阿武隈川水系
- 海老根川

## 歴史
- 1879年1月27日 - 三春藩領海老根村が福島県内における郡区町村制の施行により田村郡の村となる。
- 1889年4月1日 - 町村制の施行により海老根村が高倉村、上石村、赤沼村と合併し宮城村が発足する。旧海老根村域は宮城村の大字となる。
- 1956年9月1日 - 宮城村が御舘村と合併し中田村が発足し、中田村の大字となる。
- 1965年8月1日 - 中田村が西田村と共に郡山市に編入され、郡山市の大字となる。

## 世帯数と人口
2024年1月1日現在の世帯数と人口は以下の通りである。
| 大字         | 世帯数  | 人口  |
| ------------ | ------- | ----- |
| 中田町海老根 | 152世帯 | 403人 |

## 小・中学校の学区
市立小・中学校に通う場合、学区は以下の通りとなる。
| 番地 | 小学校               | 中学校             |
| ---- | -------------------- | ------------------ |
| 全域 | 郡山市立海老根小学校 | 郡山市立宮城中学校 |

## 交通

### 道路
- 福島県道65号小野郡山線

## 施設
- 郡山市立海老根小学校
- 中田スポーツ広場
- 海老根交流館